# The Wonder
The Wonder (no Brasil: O Milagre, em Portugal: O Prodígio) é um longa-metragem irlandês coproduzido internacionalmente com Estados Unidos e Reino Unido de drama histórico psicológico lançado em 2022 baseado no romance homônimo lançado em 2016 de Emma Donoghue. Dirigido por Sebastián Lelio, co-escrito entre ele, Donogoghue e Alice Birch, a trama se ambienta-se logo após a Grande fome de 1845–1849 na Irlanda em que uma jovem enfermeira inglesa é enviada a uma vila rural irlandesa para observar uma jovem 'menina em jejum', que aparentemente é capaz de sobreviver milagrosamente sem comer. Florence Pugh lidera um ensemble cast que inclui Tom Burke, Niamh Algar, Elaine Cassidy, Dermot Crowley, Brían F. O'Byrne, David Wilmot, Ruth Bradley, Caolán Byrne, Josie Walker, Ciarán Hinds, Toby Jones e Kíla Lord Cassidy. 
O filme estreou no Telluride Film Festival em 2 de setembro de 2022, teve um lançamento limitado nos cinemas em 2 de novembro de 2022 e foi transmitido pela Netflix em 16 de novembro de 2022. Recebeu críticas positivas dos críticos que elogiaram a direção de arte e as performances do elenco, principalmente de Pugh. Dentre os reconhecimentos recebidos está a indicação a 12 categorias no British Independent Film Awards, sendo vencedor no de Melhor Trilha Sonora Original por Matthew Herbert. Além disso, foi um dos a adentrar a lista de 10 melhores filmes independentes do ano de 2022 pela organização de críticos da National Board of Review.

## Sinopse
Assombrada por seu passado, uma enfermeira, em 1862, resolve ir até um remoto vilarejo irlandês visando investigar o suspeito, mas supostamente milagroso jejum de uma jovem.

## Elenco
- Florence Pugh como Elizabeth "Lib" Wright
- Kíla Lord Cassidy como Anna O'Donnell / Nan
- Tom Burke como William Byrne
- Niamh Algar como Kitty O'Donnell / The Narrator
- Elaine Cassidy como Rosaleen O'Donnell
- Caolán Byrne como Malachy O' Donnell
- Toby Jones como Dr McBrearty
- Ciarán Hinds como Father Thaddeus
- Dermot Crowley como Sir Otway
- Brían F. O'Byrne como John Flynn
- David Wilmot como Seán Ryan
- Ruth Bradley como Maggie Ryan
- Josie Walker como Sister Michael

## Produção
Em 28 de abril de 2021, foi anunciado que Florence Pugh iria estrelar a adaptação de Sebastián Lelio de The Wonder. As filmagens começaram na Irlanda em 12 de agosto de 2021. Acompanhando o anúncio do início da produção, foi relatado que Tom Burke, Niamh Algar, Elaine Cassidy, Kíla Lord Cassidy, Toby Jones, Ciarán Hinds, Dermot Crowley, Brían F. O' Byrne e David Wilmot se juntaram ao elenco.

## Lançamento
The Wonder estreou no Festival de Cinema de Telluride em 2 de setembro de 2022, seguido por uma exibição no Festival Internacional de Cinema de Toronto no ida 13 de setembro de 2022. Sua estreia europeia foi no 70º Festival Internacional de Cinema de San Sebastián em 21 de setembro de 2022. Foi lançado na Netflix em 16 de novembro de 2022, após um lançamento limitado nos cinemas em 2 de novembro.

## Recepção
No site agregador de críticas, Rotten Tomatoes, 87% das 158 críticas dos críticos são positivas, com uma classificação média de 7,2/10. O consenso do site diz: "A atmosfera é envolvente e a história é fascinante, mas a maravilha desse drama de época realmente está no desempenho notável de Florence Pugh". O Metacritic, que usa uma média ponderada, atribuiu ao filme uma pontuação de 71 em 100, com base em 37 críticos, indicando "críticas geralmente favoráveis".
Revendo o filme após sua estreia em Telluride, David Ehrlich do IndieWire chamou-o de "conto suntuoso, mas ligeiramente malpassado", elogiando a direção de Lelio, as atuações, a cinematografia e a trilha sonora. Peter Bruge elogiou as atuações do elenco em sua crítica para a Variety, mas criticou o roteiro, resumindo-o como uma "adaptação imparcial, mas absurda". Stephen Farber, do The Hollywood Reporter, considerou-o um "estudo esclarecedor de preconceitos obscuros" e elogiou o desempenho de Pugh e a direção de Lelio, que ele disse representar talvez sua "melhor conquista até hoje".

O filme foi comparado ao que foi denominado, horror folk, com Meara Isenberg da CNET observando seu "ambiente rural, pressentimento religioso e sensação geral de pavor". Ed Power, do Irish Examiner, descreveu-o como "O trauma da fome encontra o horror folk", chamando-o de "filme envolvente ... cheio de segredos enterrados e mal purulento".

## Ligações Externas
- The Wonder. no IMDb.